# Peter Karl von Aretin
Peter Karl Adam Christian Friedrich Wilhelm Freiherr von Aretin auf Haidenburg (* 3. Mai 1814 in München; † 24. April 1887 auf Schloss Haidenburg) war ein deutscher Politiker der Deutschen Zentrumspartei und Mitglied des Reichstages.

## Leben und Wirken
Er entstammte dem bayerischen Adelsgeschlecht der Freiherren von Aretin. Peter Karl von Aretin wurde als Kind in die königliche Pagenschule in München gegeben. Dort besuchte er auch das Gymnasium und studierte anschließend 1831 bis 1835 Philosophie und Rechtswissenschaft. Danach war er kurzzeitig als Jurist an bayerischen Gerichten, u. a. dem Kreis- und Stadtgericht München, tätig. Er unterbrach seine Karriere für längere Reisen nach Algerien, England, Frankreich und Italien. Ab 1843 übernahm er die Kontrolle über seine weitläufigen Güter. Er besaß die Herrschaften Haidenburg und Münchsdorf in Niederbayern und die Lehnsherrschaft Neuburg an der Kammel in Schwaben. Seine ertragreichen Güter ermöglichten ihm eine wirtschaftlich unabhängige politische Karriere.
Den Einstieg in die Politik schaffte er aber nicht zuletzt wegen seiner Abkunft durch die Ernennung zum Königlich Bayerischen Reichsrat auf Lebenszeit am 10. Dezember 1845. Der Kammer gehörte er von 1845 bis 1886 an.
Im Jahr 1868 wurde Peter Karl von Aretin in das Zollparlament gewählt und gehörte 1871 bis 1887 dem Reichstag an. Dorthin wurde er im Reichstagswahlkreis Oberbayern 4 (Ingolstadt) gewählt. Er war dort Mitglied der Deutschen Zentrumspartei, deren Mitbegründer er war.
Freiherr Peter von Aretin heiratete am 2. Mai 1844 Franziska Freiin von Gumppenberg (1823–1858). Mit ihr zeugte er vier Söhne und sechs Töchter.